# تاکانه‌زاوا، توچیگی
تاکانه‌زاوا، توچیگی (به لاتین: Takanezawa, Tochigi) یک منطقهٔ مسکونی در ژاپن است که در استان توچیگی واقع شده‌است. تاکانه‌زاوا ۷۰٫۸۷ کیلومترمربع مساحت و ۲۹٬۵۴۱ نفر جمعیت دارد.